# 雷士照明
雷士照明是中華人民共和國一家燈具生產企業，創立於1998年底，2010年於香港聯交所主板上市。2019年8月12日，雷士照明以55.59億元人民幣（7.94億美元）現金出售中國照明業務70%股權給科爾伯格-克拉維斯-羅伯茨旗下的私募基金 KKR Asian Fund III L.P.，雷士照明將持有剩餘30%股權。